# Rolladen-Schneider LSD Ornith
Dimensions

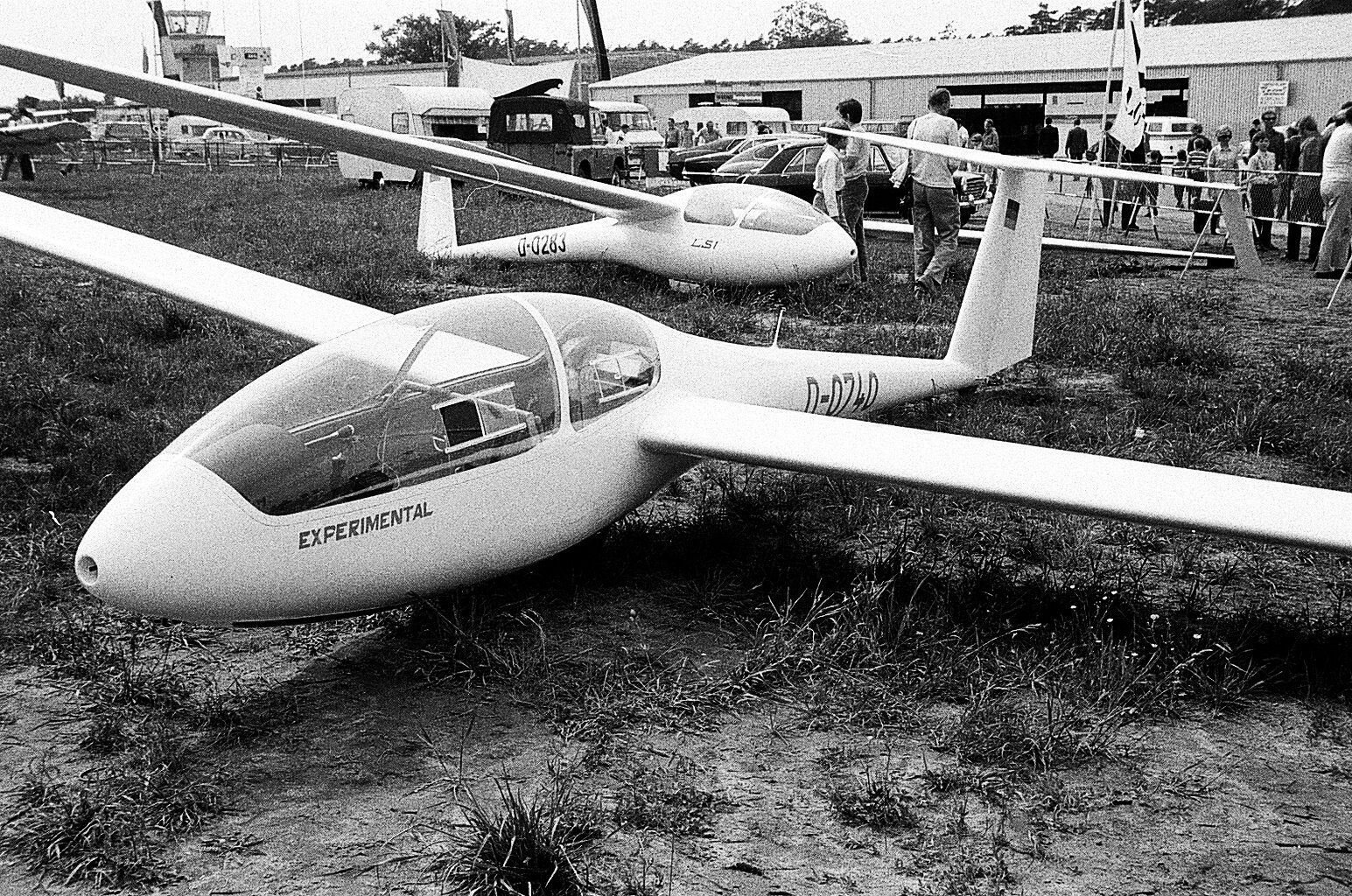
Prototype, LSD Ornith, 1971

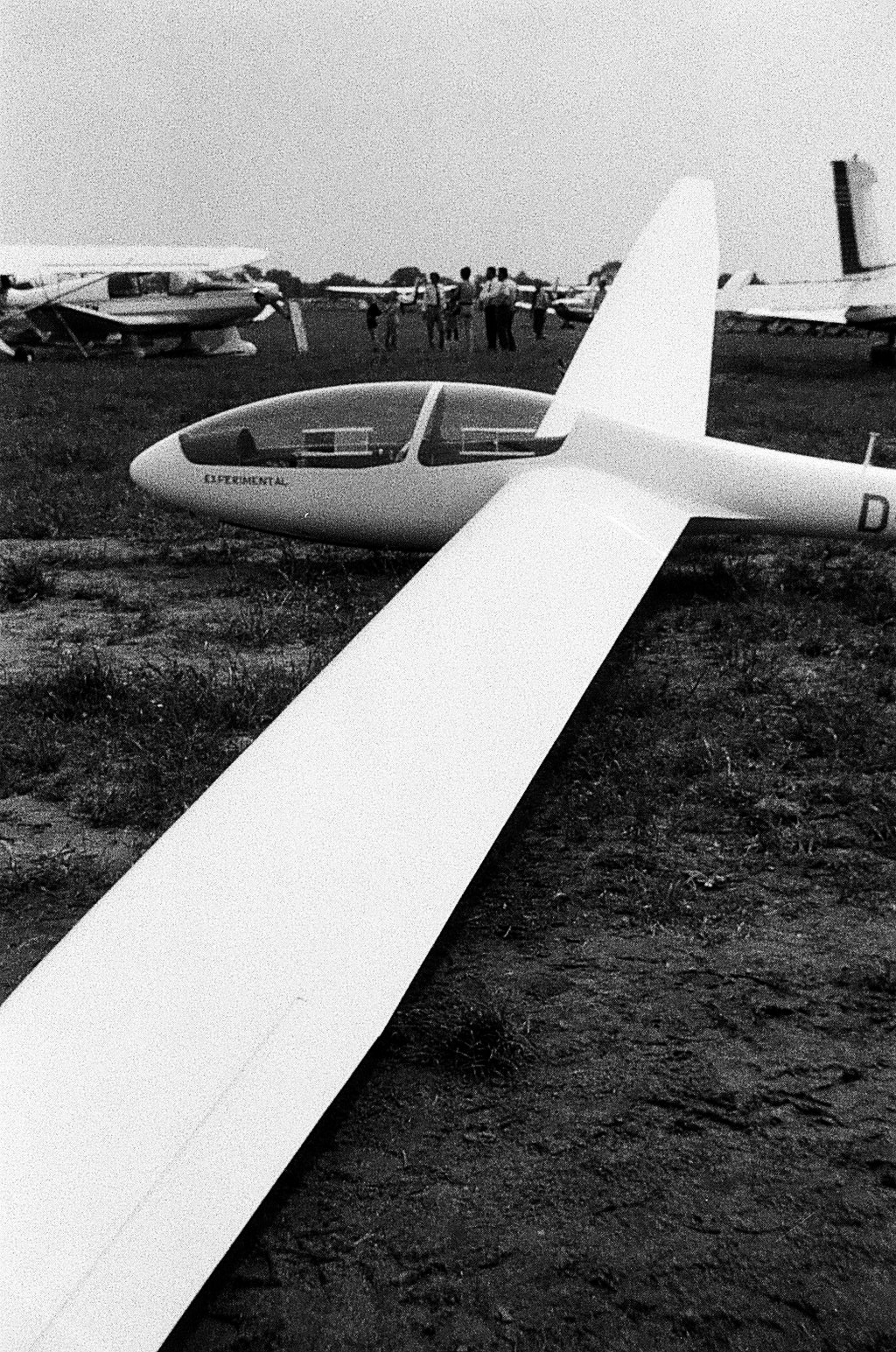
Prototype, LSD Ornith, 1971

Le Rolladen-Schneider LSD Ornith est le premier biplace fabriqué en matériaux composites. L'unique exemplaire a été conçu par Wolf Lemke et Karl Pummer et effectue son premier vol en mai 1972, soit quelques semaines avant le SB-10.
Pour la construction du LSD Ornith, il fut décidé d'utiliser autant que possible des composants du LS1 alors construit en série, dont les formes du fuselage. Ceci conduisit à un cockpit étroit, où les pédales du siège arrière était pratiquement au niveau du manche du siège avant. La verrière en deux parties remontait jusqu'au longeron de l'aile. Le train d'atterrissage comprenait un roue fixe et un patin de queue. La très large dérive était frappante. Les ailes furent allongées d'un mètre et demi à l'emplanture, portant l'envergure à 18 mètres avec une flèche négatice de 2°. Les aérofreins Shempp Hirth étaient situés sur la surface supérieure de l'aile. L'action séparée du crochet de nez et de celui au centre de gravité constituait l'unique singularité de cette conception plaisante à faire voler. La masse à vide était de seulement 287 kg, ce qui est relativement faible pour un biplace.
Le Ornith a effectué plusieurs records de vol en Suisse et en Afrique du Sud. Aujourd'hui, il est basé sur l'aérodrome de Aschaffenburg en Allemagne.